# مقدم رعاية حياتية
مقدم رعاية حياتية هو المسؤول عن الرعاية الصحية الأولية، الاجتماعية , النفسية، التربوية والترفيهية للأشخاص الذين يعانون من صعوبة في أنشطة الحياة.

## دور مقدم الرعاية الحياتية
تتضمن مهنة مقدم الرعاية الحياتية العديد من المهام التي قد تختلف وفقًا لاحتياجات الشخص الذي تتم مساعدته ودرجة استقلاليته. يمكن لمقدم الرعاية الحياتية، على سبيل المثال، توفير الرعاية التي يحتاجها الشخص والرعاية اليومية والرعاية الصحية والعناية و الإدارة بالنظافة الشخصية . كما يساعد الشخص في الطعام وصيانة المنزل والمساعدة في الإجراءات الإدارية.
هذا يشمل مساعدة كبار السن أو المعوقين أو المرضى في القيام بمهام الحياة اليومية.
يقدم مقدم الرعاية الحياتية أيضًا الدعم المعنوي ويمثل رابطة اجتماعية وإنسانية للمسنين الذين يجدون أنفسهم في بعض الأحيان معزولين.
== تسميات أخرى لمهنة مقدم الرعاية الحياتية
- عون في الإحاطة الحياتية أو عون في الرعاية الحياتية
- ممرض منزلي
- مساعد الرعاية الشخصية
- مقدم رعاية مباشر
- مختص في الرعاية الحياتية
- عون الإحاطة في الصحة

## التكوين الأكاديمي[1]
يتم تقديم التدريب بمدارس علوم التمريض العمومية والخاصّة و تدوم سنتين في شكل دروس نظرية ودروس مسيرة وأشغال تطبيقية وتربصات و ذلك تحت إشراف وزارة الصحّة العمومية .
و تكون الدروس في شكل محاور مثل علم التشريح، علم النفس، تقنيات العلاج الوظيفي، الرعاية في حالات الطوارئ، علم الأمراض، علاجات تمريضية ...

## الفئات المستهدفة
- ذوي الإحتياجات الخاصّة
- المسنين
- الأطفال فاقدي السند والمهددّين
- المرضى
- الأمهات العازيات
- أشخاص في ضائقة اجتماعية
- الأشخاص الذين يعانون من الذهان والإدمان

- الناس الذين لا مأوى لهم و اللاجئين

## الصفات والمهارات
يجب على مقدم الرعاية إظهار الصفات البشرية والعلائقية ومقاومة نفسية وجسدية كبيرة. يجب أن يكون لديه / لديها إحساس كبير بالتواصل، ويجب أن يكون لديه صرامة كبيرة، وأن يظهر الصبر والسيطرة على نفسه وعواطفه.
يجب عليه / عليها الاستماع إلى الشخص الذي يتم مساعدته، ومقدمي الرعاية الحياتية يجب أن يكون لديه / لديها إحساس بالاتصال والتعاطف من أجل إقامة رابطة ثقة مع الشخص ومن حوله.
يجب على مقدم الرعاية الحياتية أيضًا إظهار الصبر والاحترام والتقدير واللطف. ولكن أيضًا المراقبة واليقظة، وذلك لتنبيه الفريق الطبي في حالة حدوث تدهور في الحالة الصحية للمريض.
يجب أن يعرف ويتقن قواعد السلامة , الإسعافات الأولية وكذلك قواعد النظافة

## مركز العمل

### القطاعات
- طبي
- الطب الاجتماعي
- خدمات شخصية

### الهياكل
- مراكز الرعاية الإجتماعية العمومية تحت إشراف الشؤون الإجتماعية
- دور المسنين
- المستشفيات العمومية والمصّحات الخاصّة
- رياض الأطفال العمومية والخاصّة
- الجمعيات الخاصّة لرعاية الأشخاص المعوقين والرعاية بالبيت
- مرافق مدرسي بالمدارس والمعاهد العمومية والخاصة
- المنظمات غير الحكومية والجمعيات الإنسانية ( الحركة الدولية للصليب الأحمر والهلال الأحمر ).

- صاحب عمل فردي
- مراكز الطبية الاجتماعية

## إيجابيات مهنة مقدم الرعاية الحياتية
مهنة مقدم الرعاية الحياتية مهنة إنسانية تقوم على مساعدة المحتاجين يمكن تلخيص ذلك من خلال
- التطور المهني
- القليل من الرتابة
- إمكانية العمل في مختلف الخدمات (مركز طبي - اجتماعي، جمعيات، مستشفيات عامة، عيادات خاصة،  دار تقاعد، مساعدة منزلية، إلخ)
- بعد إنساني قوي
- البراعة في المهام والديناميكية

بالإضافة إلى ذلك، هناك طلب كبير على مهنة مقدم الرعاية الحياتية في سوق العمل، ومن النادر أن يكون الخريج الجديد عاطلاً عن العمل .

## سلبيات مهنة مقدم الرعاية الحياتية
بحلول عام 2050 ، من المتوقع أن يتضاعف عدد كبار السن ثلاث مرات, (وبالتالي تعد نقطة إيجابية).
من المفارقات أن مهنة مقدمي الرعاية الحياتية  تعاني بالفعل من نقص في العمالة وتكافح من أجل التوظيف، ويرجع ذلك أساسًا إلى ظروف العمل الصعبة.
يمكن تفسير هذا النقص في الموظفين جزئياً بمستويات الأجور التي تبدو اليوم غير كافية فيما يتعلق بالالتزام المطلوب  في الواقع، يُدفع لمقدمي الرعاية الحياتية في الغالب الحد الأدنى للأجور، ونادرًا ما يسمح تنظيم جدولهم بالعمل 35 ساعة في الأسبوع.
إلى جانب مستوى الأجور والتخطيط والرحلات، هناك أيضًا أمراض مهنية واضطرابات عضلية هيكلية يعاني منها كثيرًا. يتعين على مقدمي الرعاية الحياتية أيضًا رعاية المزيد والمزيد من الأشخاص، بل إن بعض الهياكل تضطر إلى إعداد قوائم انتظار. يتم الضغط في فترة زمنية قصيرة، والتي تنطوي في بعض الأحيان على تدهور في جودة الخدمة، وتقليل العلاقات، والتأخير، وفي كثير من الأحيان العمل الإضافي والإرهاق والإنهاك.

## التطور المهني
بصرف النظر عن كل هذا، يمكن للخريجين في هذا القطاع السعي للحصول على درجات أخرى مع معادلات. على سبيل المثال:
- لتصبح مساعد الإسعاف، يتم إعفاء المرشحين من ثلاث وحدات من أصل ثمانية.

- للحصول على دبلوم المساعدة الطبية النفسية، يتم إعفاء المرشحين من أربعة وحدات من أصل ستة في الاختبار.
- يُعفى المرشحون لمساعد رعاية الأطفال من اختبار القبول الكتابي ومن ثلاث وحدات من أصل ثمانية.
- المساعدة الطبية التقنية.
- فني التدخل الاجتماعي والأسري.
- ممرض: إمكانية إجراء الاختبار التنافسي (بقرار من هيئة المحلفين) للأشخاص الذين يمكنهم إثبات، في تاريخ بدء الاختبارات التنافسية، نشاطًا مهنيًا لا يقل عن 3 سنوات.